# بول بن الصراف
بول بن الصراف واسمه الكامل بول جوزيف سالومون بن الصراف (بالفرنسية: Paul Benacerraf)‏ (ولد سنة 26 مارس 1931 في باريس) هو فيلسوف يهودي أمريكي-فرنسي من أصل مغربي يهتم بشكل أساسي بفلسفة الرياضيات. وهو مهتم أيضًا بالمنطق، ونظرية المعرفة، والميتافيزيقيا، وفلسفة اللغة.
وهو شقيق باروخ بن الصراف (1921-2011)، عالم المناعة والحائز على جائزة نوبل في الطب في عام 1980.

## حياته وعمله
يعتبر بول من السفارديين الذين هاجر آبائهم من المغرب إلى فرنسا ونشأ في باريس.و هو أستاذ فخري للفلسفة في جامعة برينستون.
اشتهر بمقالاته «ما هي الأرقام التي لا يمكن أن تكون (1965)» وبالإصدار المشترك لفلسفة الرياضيات: «قراءات مختارة» مع هيلاري بوتنام. وعرف أيضا كمنتقد للأفلاطونية. في عام 1998 تم انتخابه في الأكاديمية الأمريكية للفنون والعلوم.

## العمل الفلسفي
في «ما لا يمكن أن تكون الأرقام (1965)»، يجادل بن الصراف ضد الأفلاطونيين، فهي أكثر من مجرد مجردة، على وجه الخصوص، ويستند هذا الرأي على نقطة لم «إرنست تسيرميلو» و«جون فون نيومان» إعطاء متميزة، واتصل تماما الكافي، التعرف على الأعداد الطبيعية مع مجموعات (وهذا ما يسمى حجة تحديد المشكلة).
في «الحقيقة الرياضية» (1973)، يجادل بأنه لا يوجد شيء اسمه حزمة مرضية من المعرفة والنظرية؛ فمن الممكن لشرح الحقيقة الرياضية بطريقة لم يتفق مع شركائنا في المعاملة "syntactico semantical" من الحقيقة في لغة غير الرياضية، وأنه من الممكن أن يفسر معرفتنا الرياضيات من حيث تتفق مع حساب سببية من نظرية المعرفة، وإنما هو من غير الممكن تحقيق كل من هذه الأهداف في وقت واحد (هذه هي المشكلة المعرفية بيناكراف). ولأنها خاملة سببيًا وبعيدًا عن متناول إدراك الحس، فإنه يجادل بأن وجود كائنات رياضية مجردة، ولكن هذه الأشياء لا يمكن الوصول إليها من الناحية المعرفية. من ناحية أخرى، نظرية المعرفة كافية من الرياضيات.